# Diogo Valente
Diogo Jorge Moreno Valente (Aveiro, 23 settembre 1984) è un calciatore portoghese, attaccante del Salgueiros.

## Carriera

### Club
Cresciuto nelle giovanili del Boavista, ha esordito in prima squadra nel Chaves, club nel quale era in prestito. Tornato al Boavista ha fatto il suo esordio nella massima serie portoghese.
In seguito ha militato in vari club portoghesi, tra cui Porto e Braga, per poi tentare l'avventura all'estero nel CFR Cluj.

### Nazionale
Ha disputato 12 incontri con la nazionale Under-21 portoghese, partecipando al Campionato europeo 2006 di categoria.

## Palmarès
- Coppa del Portogallo: 1

Academica: 2011-2012